# Udinese Calcio 1992-1993
Questa voce raccoglie le informazioni riguardanti l'Udinese Calcio nelle competizioni ufficiali della stagione 1992-1993.

## Stagione
Nella stagione 1992-1993 l'Udinese disputa il massimo campionato, raccoglie 30 punti e si salva con uno spareggio disputato a Bologna il 12 giugno, battendo (3-1) il Brescia. La stagione inizia con un colpo di scena, l'esonero del tecnico Adriano Fedele poco prima dell'inizio del campionato, sostituito da Alberto Bigon. I bianconeri sanno essere belli ed efficaci solo tra le mura amiche, in trasferta non vincono mai. Per l'ultima stagione ancora protagonisti a Udine gli argentini Abel Balbo che segna 21 reti, e Nestor Sensini, che contribuiscono al mantenimento della categoria. Il portiere titolare Giuliano Giuliani si infortuna gravemente all'inizio del campionato, ed è sostituito da Paolo Di Sarno.
In Coppa Italia l'Udinese entra in gioco nel secondo turno eliminatorio, ma lascia subito la manifestazione per mano del Cagliari.

## Rosa

Il neoacquisto Marco Branca, alla terza esperienza in carriera a Udine, festeggia la sua tripletta nel 4-0 interno alla Fiorentina del 10 gennaio 1993.

| N. |                      | Ruolo | Calciatore              |
| -- | -------------------- | ----- | ----------------------- |
|    | Italia (bandiera)    | P     | Paolo Di Sarno          |
|    | Italia (bandiera)    | P     | Nicola Di Leo           |
|    | Italia (bandiera)    | P     | Giuliano Giuliani       |
|    | Italia (bandiera)    | P     | Alessandro Testaferrata |
|    | Italia (bandiera)    | D     | Alessandro Calori       |
|    | Italia (bandiera)    | D     | Stefano Pellegrini      |
|    | Italia (bandiera)    | D     | Alessandro Orlando      |
|    | Polonia (bandiera)   | D     | Marek Koźmiński         |
|    | Italia (bandiera)    | D     | Alessandro Pierini      |
|    | Italia (bandiera)    | D     | Andrea Mandorlini       |
|    | Italia (bandiera)    | D     | Renzo Contratto         |
|    | Italia (bandiera)    | D     | Luca Compagnon          |
|    | Argentina (bandiera) | C     | Néstor Sensini          |

| N. |                      | Ruolo | Calciatore          |
| -- | -------------------- | ----- | ------------------- |
|    | Italia (bandiera)    | C     | Luca Mattei         |
|    | Italia (bandiera)    | C     | Fabio Rossitto      |
|    | Italia (bandiera)    | C     | Francesco Dell'Anno |
|    | Italia (bandiera)    | C     | Stefano Desideri    |
|    | Italia (bandiera)    | C     | Massimo Mariotto    |
|    | Polonia (bandiera)   | C     | Piotr Czachowski    |
|    | Italia (bandiera)    | C     | Antonio Manicone    |
|    | Italia (bandiera)    | C     | Manuel Marcuz       |
|    | Italia (bandiera)    | C     | Nicola Trangoni     |
|    | Argentina (bandiera) | A     | Abel Balbo          |
|    | Italia (bandiera)    | A     | Marco Branca        |
|    | Italia (bandiera)    | A     | Lorenzo Marronaro   |
|    | Italia (bandiera)    | A     | Marco Nappi         |

## Risultati

### Serie A

#### Girone di andata
| Arbitro: | Beschin (Legnago) |

|                        |           |                      |
| Balbo 70’ Rossitto 86’ | Marcatori | 76’ (rig.) Schillaci |

| Arbitro: | Bettin (Padova) |

|                                   |           |           |
| Grun 4’ Asprilla 45’ A. Melli 68’ | Marcatori | 50’ Balbo |

| Arbitro: | Cinciripini (Ascoli Piceno) |

|           |           |                          |
| Balbo 68’ | Marcatori | 24’ Jugovic 87’ Lombardo |

| Arbitro: | Chiesa (Milano) |

|              |           |  |
| Petrescu 77’ | Marcatori |  |

| Arbitro: | Felicani (Bologna) |

|                                                   |           |                               |
| Branca 8’ Balbo 33’, 58’, 64’ (rig.) Manicone 83’ | Marcatori | 21’ Borgonovo 79’ (rig.) Bivi |

| Arbitro: | Fabricatore (Roma) |

|                          |           |  |
| Branca 11’ Dell'Anno 49’ | Marcatori |  |

| Arbitro: | Quartuccio (Torre Annunziata) |

|                  |           |  |
| Scifo 45’ (rig.) | Marcatori |  |

| Udine 1º novembre 1992 8ª giornata | Udinese         | 0 – 0 referto | Lazio | Stadio Friuli (15.000 spett.)\| Arbitro: \| Boggi (Salerno) \| |
| Arbitro:                           | Boggi (Salerno) |               |       |                                                                |

| Arbitro: | Cardona (Milano) |

|                                                      |           |           |
| R.Baggio 20’, 22’, 42’, 85’ S. Pellegrini 25’ (aut.) | Marcatori | 37’ Balbo |

| Arbitro: | Stafoggia (Pesaro) |

|                           |           |  |
| Mattei 52’ Balbo 53’, 64’ | Marcatori |  |

| Arbitro: | Cesari (Genova) |

|                     |           |  |
| Montero 4’ Ganz 43’ | Marcatori |  |

| Arbitro: | Rosica (Roma) |

|               |           |          |
| Albertini 33’ | Marcatori | 43’Balbo |

| Arbitro: | Luci (Firenze) |

|                      |           |             |
| Balbo 63, 73’ (rig.) | Marcatori | 87’Pusceddu |

| Arbitro: | Amendolia (Messina) |

|                        |           |                 |
| Hagi 45’ Raducioiu 65’ | Marcatori | 37’ (rig.)Balbo |

| Arbitro: | Pezzella (Frattamaggiore) |

|                             |           |  |
| Branca 1, 45, 60’ Balbo 89’ | Marcatori |  |

| Arbitro: | Ceccarini (Livorno) |

|               |           |  |
| Vecchiola 48’ | Marcatori |  |

| Arbitro: | Trentalange (Torino) |

|                       |           |                    |
| Rizzitelli 26’ (aut.) | Marcatori | 19, 31’ Rizzitelli |

#### Girone di ritorno
| Arbitro: | Collina (Viareggio) |

|                           |           |                        |
| Pancev 6’ Sosa 38’ (rig.) | Marcatori | 65’ Desideri 79’ Balbo |

| Arbitro: | Nicchi (Arezzo) |

|           |           |  |
| Balbo 60’ | Marcatori |  |

| Arbitro: | Stafoggia (Pesaro) |

|                     |           |  |
| Buso 54’ Serena 80’ | Marcatori |  |

| Arbitro: | Amendolia (Messina) |

|                                    |           |                                   |
| Balbo 45’ (rig.), 49’ Desideri 90’ | Marcatori | 37’ (aut.) Desideri 54’ Kolyvanov |

| Arbitro: | Pairetto (Nichelino) |

|                       |           |                         |
| Allegri 45’ Dunga 56’ | Marcatori | 25’ Balbo 40’ Kozminski |

| Arbitro: | Bazzoli (Merano) |

|                                      |           |  |
| Ferrara 45’ Policano 54’ Fonseca 72’ | Marcatori |  |

| Arbitro: | Chiesa (Milano) |

|             |           |  |
| Sensini 35’ | Marcatori |  |

| Arbitro: | Cardona (Milano) |

|                                      |           |  |
| Signori 30’, 86’ Doll 58’ Riedle 88’ | Marcatori |  |

| Udine 4 aprile 1993 26ª giornata | Udinese                     | 0 – 0 referto | Juventus | Stadio Friuli (25.324 spett.)\| Arbitro: \| Cinciripini (Ascoli Piceno) \| |
| Arbitro:                         | Cinciripini (Ascoli Piceno) |               |          |                                                                            |

| Arbitro: | Nicchi (Arezzo) |

|            |           |  |
| Branco 13’ | Marcatori |  |

| Arbitro: | Pezzella (Frattamaggiore) |

|           |           |                         |
| Balbo 30’ | Marcatori | 14’ Rambaudi 80’ Alemão |

| Udine 25 aprile 1993 29ª giornata | Udinese             | 0 – 0 referto | Milan | Stadio Friuli (33.462 spett.)\| Arbitro: \| Collina (Viareggio) \| |
| Arbitro:                          | Collina (Viareggio) |               |       |                                                                    |

| Arbitro: | Nicchi (Arezzo) |

|            |           |            |
| Bisoli 45’ | Marcatori | 67’ Branca |

| Arbitro: | Sguizzato (Verona) |

|                            |           |                   |
| Balbo 7’ (rig.) Branca 41’ | Marcatori | 45, 87’ Raducioiu |

| Arbitro: | Trentalange (Torino) |

|                           |           |                          |
| Effenberg 40’ (rig.), 60’ | Marcatori | 16’ Dell'Anno 28’ Branca |

| Arbitro: | Beschin (Legnago) |

|                          |           |  |
| Kozminski 36’ Calori 64’ | Marcatori |  |

| Arbitro: | Collina (Viareggio) |

|                    |           |              |
| Haessler 3’ (rig.) | Marcatori | 80’ Desideri |

#### Spareggio salvezza
| Arbitro: | Cesari |

|                                     |           |            |
| Balbo 14’ Orlando 59’ Dell'Anno 88’ | Marcatori | 28’ Domini |

### Coppa Italia
| Arbitro: | Collina (Viareggio) |

|                          |           |  |
| Moriero 46’ Oliveira 90’ | Marcatori |  |

| Arbitro: | Felicani (Bologna) |

|                                      |           |                                                         |
| Branca 40’ Calori 57’ Nappi 85’, 89’ | Marcatori | 24’ Herrera 33’ Oliveira 80’ Firicano 90+2’ Francescoli |